# Guo Yue
Guo Yue (17 de julio de 1988 en Anshan, Liaoning) es una jugadora de tenis de mesa de China y la campeona femenina del mundo de 2007.
En agosto de 2011, se colocó en el puesto 5º de la lista Mundial Femenina de la ITTF.

## Carrera
Es una jugadora de ataque saque zurdo, es de Liaoning, China, la provincia donde Wang Nan, Chang Chenchen y Li Jia (todos jugadores zurdos) vienen. Es líder potencial en el equipo femenino chino. Su socia original en dobles femeninos fue Niu Jianfeng, que viene de Hebei. Actualmente, su pareja es Li Xiaoxia, quien también es su compañera de cuarto.